# Andropogon amethystinus
Andropogon amethystinus är en gräsart som beskrevs av Ernst Gottlieb von Steudel. Andropogon amethystinus ingår i släktet Andropogon och familjen gräs. Inga underarter finns listade i Catalogue of Life.